# Christina Odenberg
Christina Maria Ingemarsdotter Odenberg, född 26 mars 1940 i Stockholm, är präst i Svenska kyrkan och dess första kvinnliga biskop. Hon var biskop i Lunds stift 1997–2007.

## Biografi
Odenberg är dotter till direktör Ingemar Odenberg (1902-1970) och Kerstin, född Moberg (1910-1995). Modern var dotter till Ludvig Moberg. Hon är äldre syster till före detta försvarsministern och riksdagsledamoten Mikael Odenberg. Odenberg prästvigdes i Storkyrkan i Stockholm den 17 december 1967. Hon var länge komminister i Östra Ryd och blev sedan kyrkoherde i Österåker-Östra Ryds församling 1981. År 1990 utnämndes hon till kontraktsprost i Roslags kontrakt. 5 juni 1997 utsågs hon till biskop i Lunds stift och 5 oktober 1997 biskopsvigdes hon i Uppsala domkyrka. Hon blev den första kvinnliga biskopen i Sverige.
Odenberg väckte stor uppmärksamhet, när hon vid en partnerskapsgudstjänst, kallad "Kärlekens gåva", i Uppsala domkyrka den 27 december 2001 välsignade Anna Karin Hammars och Ninna Edgardh Beckmans registrerade partnerskap. Från vissa håll anklagades Odenberg då för att ha brutit mot sina prästlöften, eftersom hon välsignat något som Gud enligt dessa kritiker såg som en synd.
Tidigare har Odenberg varit partipolitiskt aktiv i Moderaterna. Hennes bror Mikael (M) var Sveriges försvarsminister 2006–2007. Odenberg är andlig beskyddare för Sankt Lazarusordens svenska priorat.
I januari 2007 förlänades Odenberg Konungens medalj i 12:e storleken i Serafimerordens band.
Hon gick i pension den 31 mars 2007 och efterträddes av Antje Jackelén.